# الدوق بيتر الكسندروفيتش من أولدنبورغ
بيتر أليكساندروفيتش (21 نوفمبر 1868 - 11 مارس 1924) كان أول زوج لللدوقة الكبرى أولغا ألكسندروفناشقيقة القيصر نيكولاس الثاني.

## حياته
ولد الدوق بيتر في سانت بطرسبرغ بالإمبراطورية الروسية عام 1868. الدوق بيتر هو الطفل الوحيد للدوق الكسندر بتروفيتش والأميرة يوجيني ماكسيميليانوفنا. كانت والدته الأميرة يوجيني حفيدة القيصر نيكولاي الأول وهي ابنة الدوقة الكبرى ماريا نيكولايفنا.